# Balance ton quoi
Singles de Angèle
Tout oublier
(2018) Flou
(2019)
Clip vidéo
[vidéo] « Balance ton quoi », sur YouTube
Balance ton quoi est une chanson féministe de l'auteure-compositrice-interprète belge Angèle. Sortie le 5 octobre 2018 en tant que sixième single de son premier album Brol, elle dénonce le sexisme. Le titre fait référence au mouvement #BalanceTonPorc.
Le single s'est classé en première position des classements en France, en Suisse romande et en Wallonie et a atteint le top 20 en Flandre et le top 50 en Suisse alémanique. Il a été certifié triple disque de platine en Belgique et disque de diamant en France.

## Paroles
La musique et les paroles engagées d'Angèle, à la fois humoristiques, candides et incisives, font le procès du sexisme ordinaire culturel contemporain, et soutiennent l'idée que l'éducation est le meilleur moyen de lutter contre le sexisme.

## Clip vidéo
Le clip est réalisé par la photographe-réalisatrice Charlotte Abramow et sort le 15 avril 2019 sur la plateforme YouTube. 
Angèle y apparaît avec son chaton en poupée de collection, adolescente en robe de princesse de conte de fée haute couture Viktor & Rolf (avec les inscriptions « Go Fuck Yourself », « Va te faire foutre » en anglais, inscrit dans des cœurs) devant le château de Neufmoutiers-en-Brie. Elle apparaît ensuite successivement en juge, avocate, victime, et témoin... d'un tribunal d'affaires sexistes, puis en psychologue-coach-thérapeute-éducatrice de thérapie de groupe du centre de formation anti-sexiste du château de Neufmoutiers-en-Brie (« Anti-Sexism Academy ») pour sexistes condamnés (elle anime entre autres un débat thérapeutique sur le consentement sexuel avec les condamnés Antoine Gouy et Pierre Niney, avec la question en anglais au tableau : « what if she says no…? » (« que faire si elle dit non… ? ») avant que ce dernier (bon élève) ne devienne à son tour éducateur de l'« Anti-Sexism Academy » à la fin de sa thérapie et du clip,,,,,.

### Vente au profit d'associations
Les pulls « Anti-Sexism Academy » comme ceux présents dan le clip réalisés en collaboration avec Meuf et Charlotte Abramov sont vendus dans le but de récolter des bénéfices qui sont entièrement reversés à deux associations : 320 Rue Haute en Belgique et La maison des femmes de Saint-Denis en France.

## Classements et certifications
| Classement (2019-20)                    | Meilleure position |
| --------------------------------------- | ------------------ |
| Belgique (Flandre Ultratop 50 Singles)  | 13                 |
| Belgique (Flandre Ultratop 50 Airplay)  | 10                 |
| Belgique (Flandre Radio 2 Top 30)       | 1                  |
| Belgique (Wallonie Ultratop 50 Singles) | 1                  |
| Belgique (Wallonie Ultratop 50 Airplay) | 1                  |
| France (SNEP)                           | 2                  |
| France (SNEP Radio)                     | 3                  |
| France (SNEP Streaming)                 | 3                  |
| France (SNEP Téléchargement)            | 1                  |
| France (Digital Songs)                  | 1                  |
| Suisse (Schweizer Hitparade)            | 33                 |
| Suisse (Charts Romandie)                | 1                  |

| Classement (2019)            | Position |
| ---------------------------- | -------- |
| Belgique (Flandre Ultratop)  | 38       |
| Belgique (Wallonie Ultratop) | 2        |
| France (SNEP)                | 3        |

### Certifications
| Région | Certification | Ventes/Streams |
| --- | ------------- | -------------- |
| Belgique (BEA) | 3 × Platine   | 40 000‡        |
| France (SNEP) | Diamant       | 50 000 000‡    |
| *Ventes selon la certification ^Mise en rayon selon la certification xNon précisé par la certification ‡ventes/streaming selon la certification |               |                |

## Reprises et adaptations
- 2019 : reprise et adaptée par les Molem Sisters[29], contre l'islamophobie[30].
- 2019 : reprise et adaptée par la Société protectrice des animaux (SPA) de Gennevilliers, sous le titre N'le balance pas[31], pour militer contre l'abandon des animaux de compagnie[32].